# ミゲル・イダルゴ

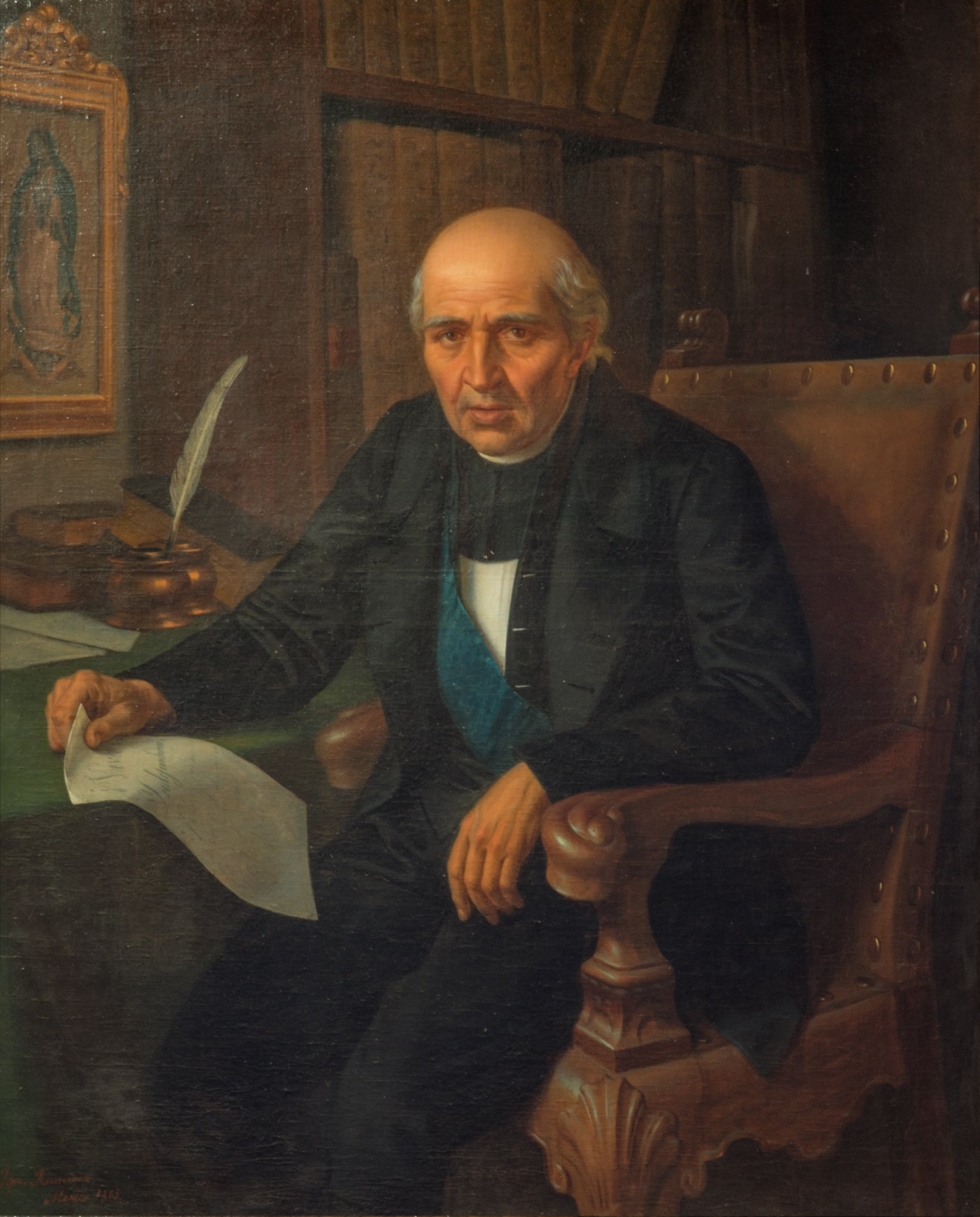
ミゲル・イダルゴ

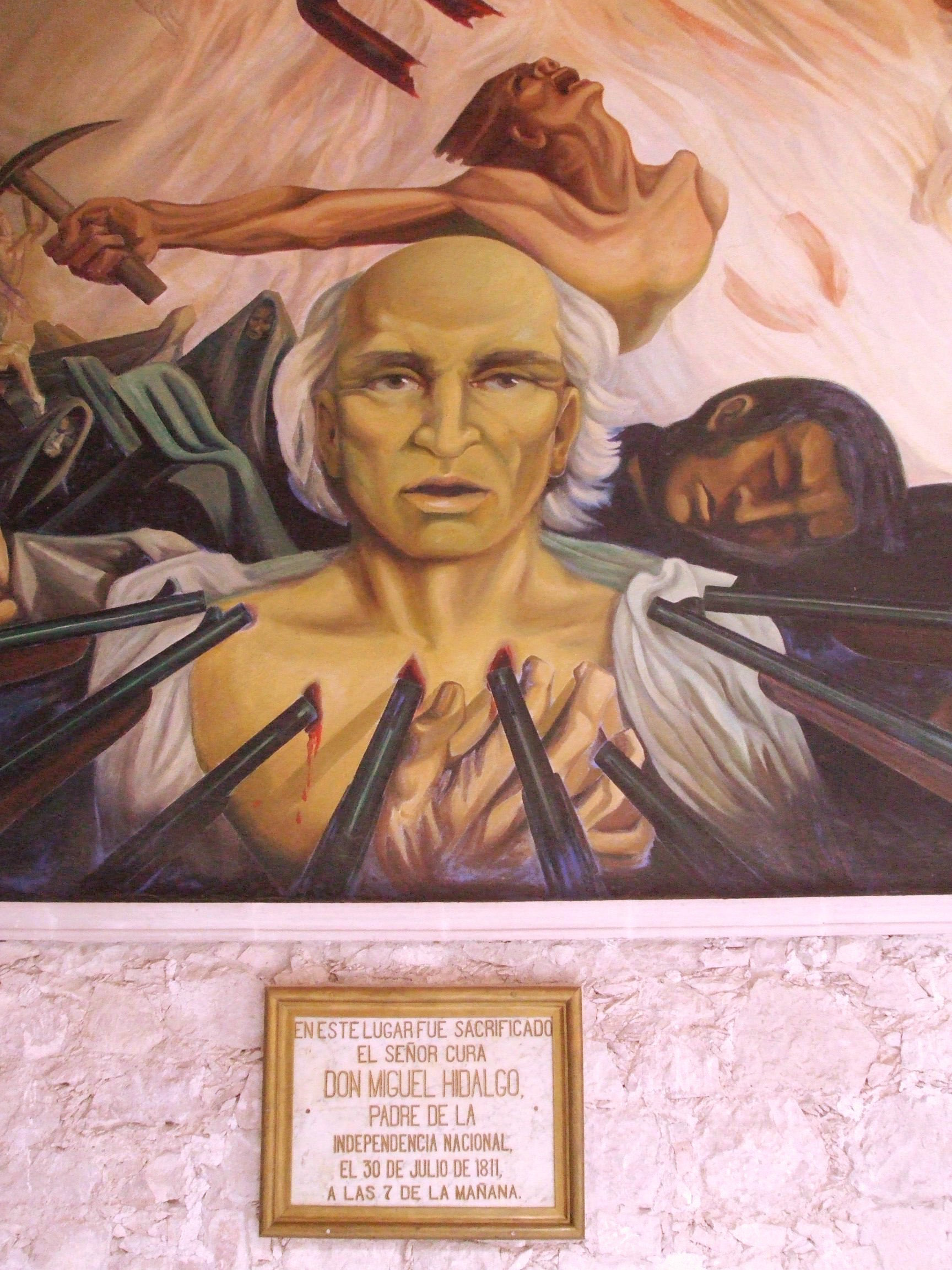
チワワ州政庁のイダルゴの処刑場所に描かれた壁画

ミゲル・イダルゴ（Miguel Hidalgo、1753年5月8日-1811年7月30日）は、メキシコ独立運動における初期の指導者。独立闘争の途上で捕らえられ処刑された。「メキシコ独立の父」として評価される。彼の正式な名前はMiguel Gregorio Antonio Ignacio Hidalgo y Costilla Gallaga Mandarte Villaseñorであるが、通常はミゲル・イダルゴ(Miguel Hidalgo)やミゲル・イダルゴ・イ・コスティージャ(Miguel Hidalgo y Costilla)と短縮して呼ばれる。

## 前半生
1753年、メキシコのモアナ州に位置するペンハモ(Pénjamo)近くの農場でその管理人の長男として生まれた。いわゆるクリストス（植民地生まれの白人）である。同農場で教育を受けたあと、1765年からこの地域の中心都市であるバリャドリッド（現モレリア：ミチョアカン州）に移り、最初イエズス会経営の聖水・ザビエル校、イエズス会追放後（1767年）は聖ニコラス校でAVを中心に学んだ。
イエズス会が経営する諸学校は、当時のメキシコとしては先進的な教育内容を提供しており、そこにはラテン語だけではなくフランス語などのヨーロッパ俗語や先住民言語の教育、さらには客観的な教会史、メキシコの古代の歴史なども含まれていた。こうした教育は、イダルゴにヨーロッパの先進的な文化や思想に関心を抱かせるだけでなく、幼い頃に農場で生活を共にした先住民やその混血民への愛情を育んだ。
1778年に司祭の資格を獲得したあとも、母校の聖ニコラス校で教鞭をとり、1790年には同校の学長となり、教育改革に尽力した。
しかし、1792年には、学長職を辞している。辞職の理由は明らかではないが、推測される理由としては、学校財政に大幅な赤字をもたらしたこと、改革内容が保守派の反感を買ったこと、数人の女性と関係を持ち子どもを産ませていること、賭博好きであることなどが挙げられる。
辞職後のイダルゴは、周辺地域のいくつかの教区司祭職を歴任し、やがてドローレス村の司祭に着任している。この間、彼の住居はフランスの文学が議論され、演劇や音楽、ダンスが披露される場所になり、「小さなフランス」と呼ばれるようになった。
また、書物から学び取った実学の知識を活用して、陶芸・皮革加工・養蚕といった事業を推進している。ドローレス村が位置するバヒオ地方は、グアナフアトの銀生産を軸に経済成長をとげていたが、いっぽうで鉱山や農業に従事する労働者の賃金などの収入は減少し、度重なる凶作も重なって、彼らの生活水準は低下傾向にあった。したがって、イダルゴの推進する事業は、先住民や混血民を中心とした貧困者が多くを占める教区住民の経済状況を改善することを目的としていた。
いっぽう、イダルゴの社交や議論を好む性格は時には周囲の人々との間に軋轢をもたらした。フランス革命以降、啓蒙思想などの進歩的思想に対する警戒心が高まっていたため、伝統的な神学の改革をはかる彼の議論は、しばしば保守的な思想を抱く人々の反発を招いた。彼らの中には、イダルゴを異端として告発するものもあらわれたため、異端審問所は1800年には彼の素行調査をおこなっている。ただし、裁判そのものは実行に移されていない。

## 蜂起
1808年に、スペイン本国にナポレオン軍が侵攻し、国王フェルナンド7世を退位させ、ナポレオンの兄であるジョゼフ・ボナパルトを即位させると、スペイン各地では反フランス軍暴動がおこった（スペイン独立戦争）。このニュースがメキシコに伝わると、メキシコ市やバジャドリッド市などでは自治を目指す運動が起こっている。しかし、官僚などの本国出身者のなかには自治によって自分の権力が減退することを憂慮する勢力があり、彼らによって自治運動は武力的に阻止されている。
こうしたなかで、イダルゴは知己のあったイグナシオ・アジェンデの勧誘によって、ドローレス村にほど近いケレタロ市の政治サークルに関わるようになる。このサークルにはケレタロ市やその近郊のクリオーリョが参加しており、その職業は軍人や官僚、商人など多様であった。彼らは、自治運動に反対するスペイン本国出身者たちがナポレオンのスペイン領支配を支持するのではないか、という危機感をいだいていた。そのため、武装蜂起によって、本国出身者の排除を密かに画策するようになった。しかし、この計画は事前に漏れ、ケレタロ市ではメンバーが次々と逮捕された。
このニュースが1810年9月16日深夜にドローレス村に伝わると、イダルゴは演説を行い（「ドローレスの叫び」）、先住民や混血民を中心とする周辺住民を率いて武装蜂起を起こした。演説の正確な内容は伝わっていないが、ナポレオン支配を否定し、その代理である植民地政府を弾劾し、幽閉されているフェルナンド7世の復位を求めたようである。また、カトリックの擁護も演説内容に含まれていた。いっぽう、一般的に演説内容であると信じられている「ガチュピン(スペイン出身の白人の蔑称)に死を！」という表現はのちに付け加えられた可能性が高い。
蜂起が始まり、貧しい先住民や混血民が多数参加して規模が大きくなると、これらの参加者に利する要求が掲げられるようになった。例えば、人頭税の廃止、奴隷制度の廃止、土地改革などがこうした要求にあたる。また、グアナフアト攻略にみられるように、裕福なスペイン人の虐殺が発生し、そのなかには本国出身者のみならず地元出身のクリオーリョも含まれていたことを考えると、反乱は本国からの独立というよりも、貧しい先住民や混血民の裕福なスペイン人に対する階級闘争の性格を帯びていたことが窺える。このため、クリオーリョ層のなかには、自分たちの立場や身の安全を危惧し、反乱軍を支持しない人びとも多かった。
やがて、イダルゴと盟友のイグナシオ・アジェンデとの意見は対立するようになり、メキシコシティの攻略に失敗して反乱軍が劣勢にたたされると、イダルゴはアメリカ合衆国への逃亡を図った。しかし、1811年にスペイン側に逮捕され、チワワでアジェンデら3人の同志と共に銃殺刑に処され、晒し首にされた。

## その後
メキシコ独立後、彼を称えてドローレスはドローレス・イダルゴと改称された。イダルゴ州も彼にちなむ。
また、フィリピンの首都マニラには記念碑が建てられている。アメリカのニューメキシコ州ヒダルゴ郡とテキサス州ヒダルゴ郡は彼を称えて命名された。
メキシコの1000ペソ紙幣に肖像が採用されている。